# Sylvárův Újezd
Sylvárův Újezd je malá vesnice, část obce Ostroměř v okrese Jičín. Nachází se asi 2,5 km na jih od Ostroměře. V roce 2009 zde bylo evidováno 35 adres. V roce 2001 zde trvale žilo 58 obyvatel.
Sylvárův Újezd je také název katastrálního území o rozloze 1,62 km2.